# Vahliàcies
Les vahliàcies (Vahliaceae) són l'única família de plantes angiospermes de l'ordre monotípic de les vahlials (Vahliales), dins del clade de les làmides, un subclade de les astèrides. Són plantes natives d'Àfrica i del subcontinent indi.
Són plantes herbàcies, les fulles són enteres i es disposen de manera oposada, flors hermafrodites amb ovari inferior unilocular, el fruit és una càpsula septicida dehiscent.

## Taxonomia
L'ordre de les vahlials va ser publicat per primer cop l'any 2001 a l'obra Prosyllabus Tracheophytorum, tentamen systematis plantarum vascularium (Tracheophyta) del botànic rus Alexander Boríssovitx Doweld.

### Gèneres
Aquesta família es monotípica, només té un únic gènere:
- Vahlia Thunb.

## Història taxonòmica
El primer sistema APG (1998) va reconèixer la família de les vahliàcies però la va deixar sense classificar en cap odre, restant dins del clade de les euastèrides I. Aquesta situació va continuar igual a la segona versió, APG II (2003). El tercer sistema APG, APG III (2009), només va introduir del nom de làmides en comptes d'euastèrides I. La quarta versió, APG IV (2016) va acabar de resoldre la ubicació de la família reconeixent l'ordre de les vahlials.
A la versió del 1997 del sistema Takhtadjan, les vahliàcies es trobaven classificades dins de l'ordre de les saxifragals.
En el sistema Cronquist (1981) aquesta fimília figurava dins l'ordre de les rosals.